# JR北海道KiHa 283系柴油動車組
KiHa 283系柴聯車（日语：JR北海道キハ283系気動車），是北海道旅客鐵道（JR北海道）的特快列車用柴聯車。此款柴聯車於1997年3月22日正式投入服務，正式型號為「283系」，採用液力傳動。

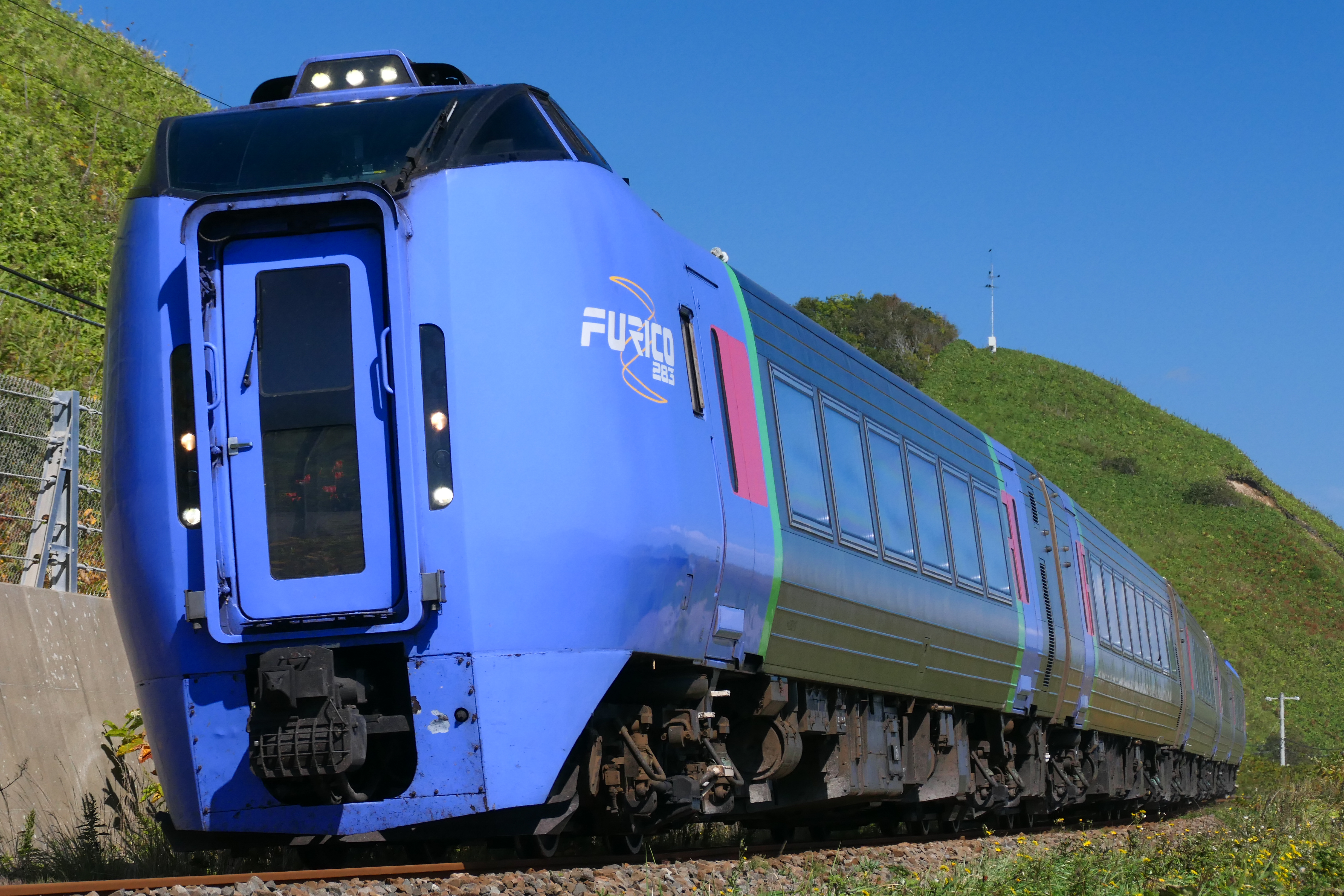
倾斜过弯中的JR北海道283系柴联车

## 簡述
283系為擺式列車，是為石勝線、根室本線（南千歲～釧路間）進行的提速計劃而設計的，設計最高時速為145公里，營運時速在2013年10月前為130公里，但在2013年11月起降為110公里。本型車曾為窄軌1067毫米軌距柴聯車最快的營運時速（130km/h）之一（同時期製造列車尚有281系、四國N2000系及智頭急行HOT7000系）。283系擁有日本所有營運中擺式列車最大的傾斜角度（6度，但若與KiHa 281系聯結運轉時降為5度），在曲率半徑600公尺的彎道上可以比一般列車高出40km/h的高速通過彎道。不過在函館本線、室蘭本線線型良好，本型車行駛「北斗」的時間僅與281系相若。

## 設計
由於行經大型野生動物較多的路段加上暴風雪會嚴重影響前方能見度，為保護司機員安全，與JR北海道其他的特急用車一樣採高駕駛台設計。

### 主要機器

#### 轉向架
轉向架為N-DT283型，採用受控自然傾斜機構，為與Kiha 281系列相似的曲線軸承導軌式。傾斜角度增加到6度。

本型車可以在曲率半徑為 600m 或更大的彎道上以 + 40km / h 的速度通過。控制傾斜機制運行的電腦還能自動修正因磨損引起的輪徑減小所導致的車輪轉速誤差，以及消除傾斜機制運行起點偏差的功能。最初開始營運時編組最多為9節車廂，但是由於乘坐率高，電腦更新後編組可多達 11 輛車。

#### 引擎與變速系統
與281型相似，每輛車都配備了兩部小松製作所製造的直列6缸柴油發動機N-DMF11HZA型（355ps / 2,100rpm），並使用液壓驅動發電機為輔助機械和室內設備供電。液體變速機為液聯一段直聯四段，並有類似公路車輛採用的半自動變速控制，得以提高了中速範圍的加速性能和爬坡性能，並減少了換檔衝擊。
本型車以引擎經液壓驅動交流無刷發電機N-DM283，為輔機及室內設備供電。傳統上，在將交流發電機直接連接到行駛用引擎時，要因應引擎轉速變化對發電機的輸出電壓與頻率的影響。在本型車，N-DM283發電機首先採用液壓驅動，由引擎驅動液壓泵以恆定速度驅動。發電機產生的交流電作為冷暖氣的電源，也經過轉換器（晶閘管整流器）降壓整流後作為車內直流電源使用。

#### 剎車裝置
制動系統是同時使用引擎制動和排氣制動的電動指令式空氣制動，並配備了“多模式控制系統”，在高速行駛時具有穩定的制軔性能。主要剎車裝置是踏面剎車，使用JR北海道苗穗內保工廠製造的特殊鑄鐵剎車片，在冰凍的軌道上以最高時速行駛時可在600m以內停車。

### 客室服務設施
空調機是落地式的N-AU183B，具有暖氣功能，由發電機供應電源，由於並非使用發動機廢熱，熱水設備也有所減少。
廁所設備採用與 Kiha 281型相同的真空系統。
由於曾發生結冰雪塊擊碎全列車窗的事故，2001年以後側窗外面被加上聚碳酸酯的保護板。2006年底開始進行指定席設備提升工程，並在部分車輛的車端部設置大型行李堆放處。

## 形式
最初本型車以固定編組行駛，每部車各有其固定形式與編號。但後來由於行駛多種列車，編組車輛數發生變化，故僅依駕駛室有無分為283型與282型。

## 使用列車
- 鄂霍次克
（札幌～網走）
- 大雪（旭川～網走）

## 曾經運行車種
- 大空（札幌～釧路）
- 十勝（札幌～帶廣）

## 石勝線脫線事故、減速與退出「大空」號
2011年5月27日發生之石勝線特急列車脫軌火災事故，由KiHa 283系行駛，往札幌方向的「超級大空」14号，在石勝線占冠站至新夕張站間的清風山號誌站附近脱軌，其後全車起火焚毀。該事件造成旅客及工作人員共30多人受傷。
意外暴露了北海道內的特急列車，長時間在過酷條件，尤其冬季運行時，給車輛保養帶來了極高的負擔。除了在平原以最高每時130公里的高速行駛外，山區連續上下坡以及在急彎的前後不斷加速和減速，令列車的動力設備（例如發動機和變速箱）受到極大的負荷。另外，列車行經山林區域經常跟野生動物發生碰撞事故，而需要急速煞車，對於轉向架設備（例如制动系統和車輪）造成很大負荷。此外，冬季的溫差（在寒冷的道東和相對溫暖的道央區域之間來回；以及附在車身上的水分在經過溫暖的隧道、和極度寒冷的戶外時，反复凍結並融化）也是造成意外的原因。
這次事故影響之下，JR北海道考慮到往後安全及維護方面的因素，於2013年9月決定讓KiHa 283系列車的最高時速從每小時130公里調低到每小時110公里，並停用車體傾斜裝置。。同時由於JR北海道財政狀況不佳，放棄了新款特急型柴油車（KiHa 285系）的開發計畫
，轉而引入更多KiHa 261系1000番台（不裝設車體傾斜裝置），並在2020年開始逐步替換本型車。
2022年3月12日時刻改正，本型車退出石勝線，「大空」、「十勝」全數改由KiHa 261系1000番台行駛。並在2023年時刻改正中轉投入石北本線替換年事已高的KiHa 183系。